# Delia pilitarsis
Delia pilitarsis är en tvåvingeart som först beskrevs av Stein 1920.  Delia pilitarsis ingår i släktet Delia och familjen blomsterflugor. Inga underarter finns listade i Catalogue of Life.